# جودي ديفيس (لاعبة كريكت)
جودي ديفيس (25 ديسمبر 1966 - ) (بالإنجليزية: Jodie Davis)‏ هي لاعبة كريكت أسترالية. شاركت مع منتخب أستراليا الوطني للكريكت.

## وصلات خارجية
- جودي ديفيس على موقع إي آس بي آن كريك إنفو (الإنجليزية)